# فوسفيد الكالسيوم
 فوسفيد الكالسيوم  مركب كيميائي له الصيغة Ca3P2 ، ويكون على شكل مسحوق بلوري ذو لون أحمر إلى بني.

## الخواص
يتفاعل فوسفيد الكالسيوم بعنف مع الماء محرراً غاز الفوسفين السام حسب المعادلة
Ca3P2 +6H2O → 3Ca(OH)2 + 2PH3

## التحضير
يحضر فوسفيد الكالسيوم من العناصر المكونة للجزيء الكالسيوم والفوسفور، وذلك بتمرير بخار الفوسفور على فلز الكالسيوم المحمر حسب المعادلة
3Ca + 2P → Ca3P2
كما يحضر حرارياً من فوسفات الكالسيوم بوجود فلز الألومنيوم حسب المعادلة
3Ca3(PO4)2 + 16Al → 3Ca3P2 + 8Al2O3
من مساوئ التحضير الأخير هو صعوبة إمكانية فصل أكسيد الألومنيوم من المزيج.

## الاستخدامات
يستخدم فوسفيد الكالسيوم لتحضير الفوسفين الذي يستخدم بدوره في مكافحة الآفات.

## السلامة
يجب الحذر من عدم تعريض فوسفيد الكالسيوم للرطوبة، وذلك لتجنب تشكل غاز الفوسفين السام.